# Schönkirchen-Reyersdorf
Schönkirchen-Reyersdorf osztrák mezőváros Alsó-Ausztria Gänserndorfi járásában. 2020 januárjában 1987 lakosa volt. 

## Elhelyezkedése

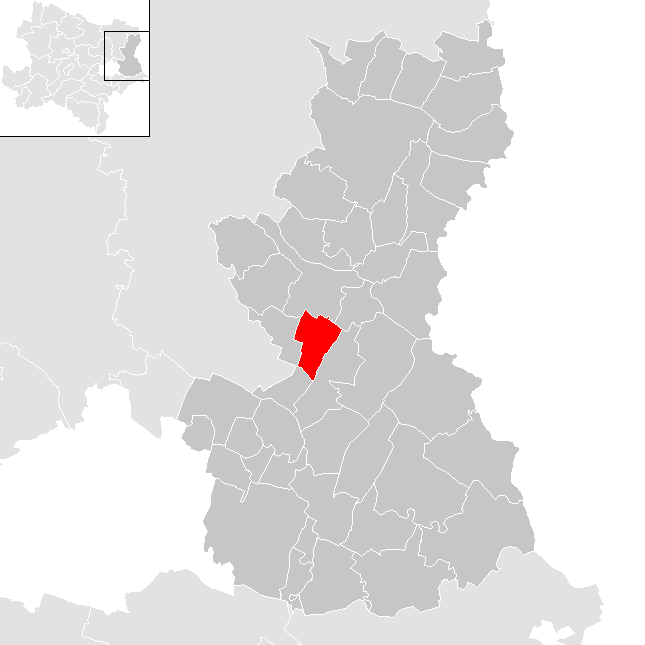
Schönkirchen-Reyersdorf a Gänserndorfi járásban

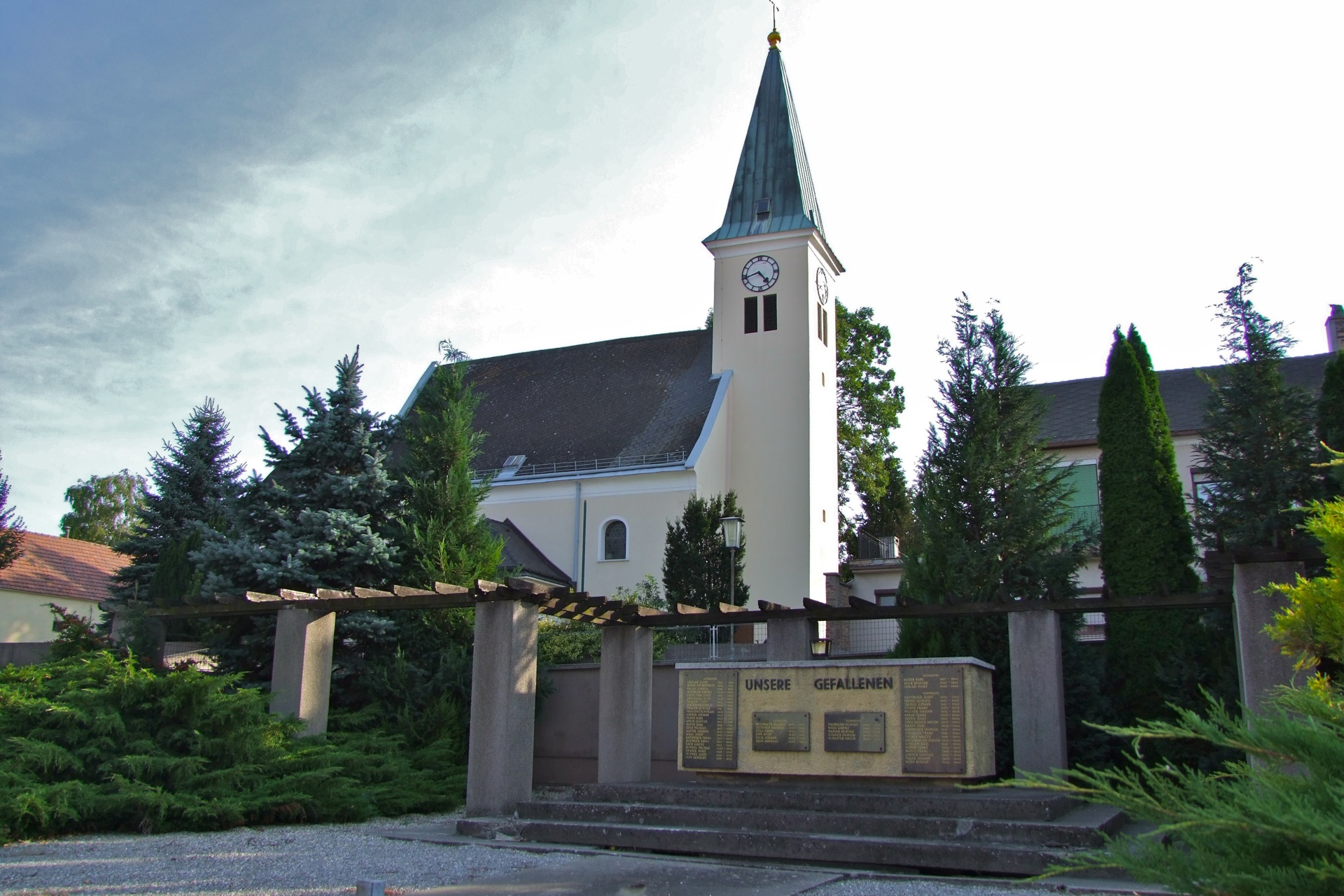
A Szt. Leonhard-templom

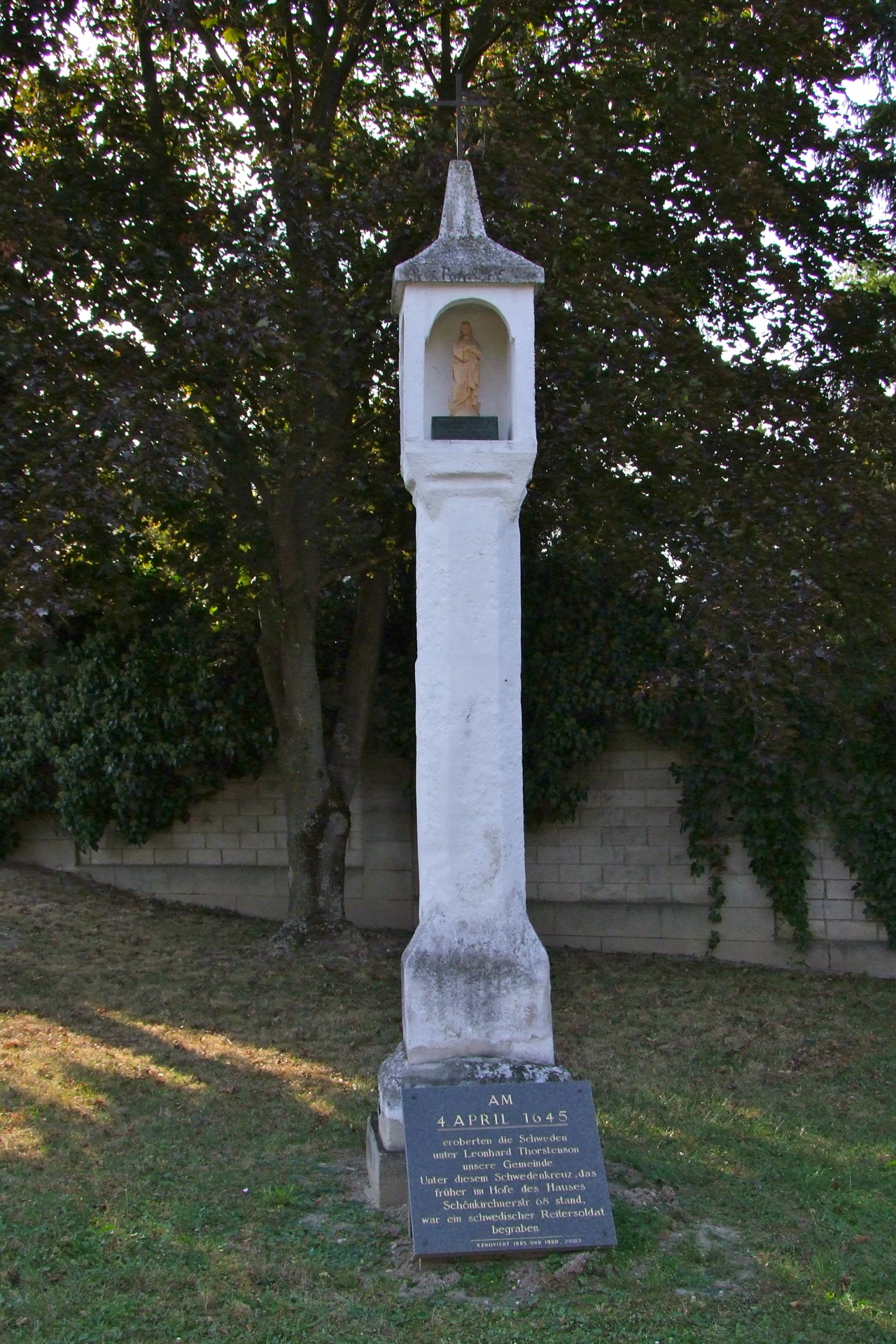
A Svédkereszt

Schönkirchen-Reyersdorf a tartomány Weinviertel régiójában fekszik a Morva-mező északi részén, a Weidenbach folyó mentén. Területének 3,8%-a erdő, 75% áll mezőgazdasági művelés alatt. A Bécsi-medence alatti, jelentős földgáz- és kőolajkincset rejtő geológiai törés itt éri el legnagyobb, 6000 méteres mélységét, ezért Schönkircheni-ároknak nevezik. Az önkormányzat két településből, Reyersdorfból és Schönkirchenből, illetve az utóbbihoz tartozó Silberwaldból és Zuckermantelhofból tevődik össze.
A környező önkormányzatok: nyugatra Auersthal, északra Matzen-Raggendorf, északkeletre Prottes, keletre Gänserndorf, délre Strasshof an der Nordbahn, délnyugatra Bockfließ.  

## Története
Schönkirchen 1100 körül, Reyersdorfot 1115-ben említik először.
Az addig önálló két község 1971-ben egyesült Schönkirchen-Reyersdorf néven.
A település alatt földgázlelőhelyet 1977-ben kezdték kiaknázni. A kitermelés után a mintegy 1,5 milliárd m³-es üregben hozták létre Alsó-Ausztria két föld alatti földgáztárolója közül az egyiket. 

## Lakosság
A schönkirchen-reyersdorfi önkormányzat területén 2020 januárjában 1987 fő élt. A lakosságszám 1961 óta gyarapodó tendenciát mutat. 2018-ban az ittlakók 90,4%-a volt osztrák állampolgár; a külföldiek közül 0,7% a régi (2004 előtti), 3,4% az új EU-tagállamokból érkezett. 4,2% a volt Jugoszlávia (Szlovénia és Horvátország nélkül) vagy Törökország, 1,2% egyéb országok polgára volt. 2001-ben a lakosok 77,6%-a római katolikusnak, 2,3% evangélikusnak, 4% mohamedánnak, 13,4% pedig felekezeten kívülinek vallotta magát. Ugyanekkor 5 magyar élt a mezővárosban; a legnagyobb nemzetiségi csoportokat a német (93,5%) mellett a törökök (2,3%) és a szerbek (1,1%) alkották. 
A népesség változása:

| 2016 | 1 962 |
| 2018 | 1 963 |

## Látnivalók
- a schönkircheni kastély és 18. századi magtára
- a schönkircheni Szt. Márk-plébániatemplom
- a reyersdorfi Szt. Leonhard-templom
- az 1645-ben állított, egy svéd katona sírját jelző Svédkereszt

## Testvértelepülések
- Schönkirchen (Németország)

## Fordítás
- Ez a szócikk részben vagy egészben  a   Schönkirchen-Reyersdorf című német Wikipédia-szócikk ezen változatának fordításán alapul.  Az eredeti cikk szerkesztőit annak laptörténete sorolja fel. Ez a jelzés csupán a megfogalmazás eredetét és a szerzői jogokat jelzi, nem szolgál a cikkben szereplő információk forrásmegjelöléseként.